# Comuna Dobreanî, Horodok
Dobreanî (în ucraineană Добряни) este o comună în raionul Horodok, regiunea Liov, Ucraina, formată din satele Bar, Dobreanî (reședința), Mîleatîn și Pidmohîlkî.

## Demografie
Componența lingvistică a comunei Dobreanî
     Ucraineană (99,87%)
     Alte limbi (0,07%)
Conform recensământului din 2001, majoritatea populației comunei Dobreanî era vorbitoare de ucraineană (99,87%), existând în minoritate și vorbitori de alte limbi.